# Gallotone Champion

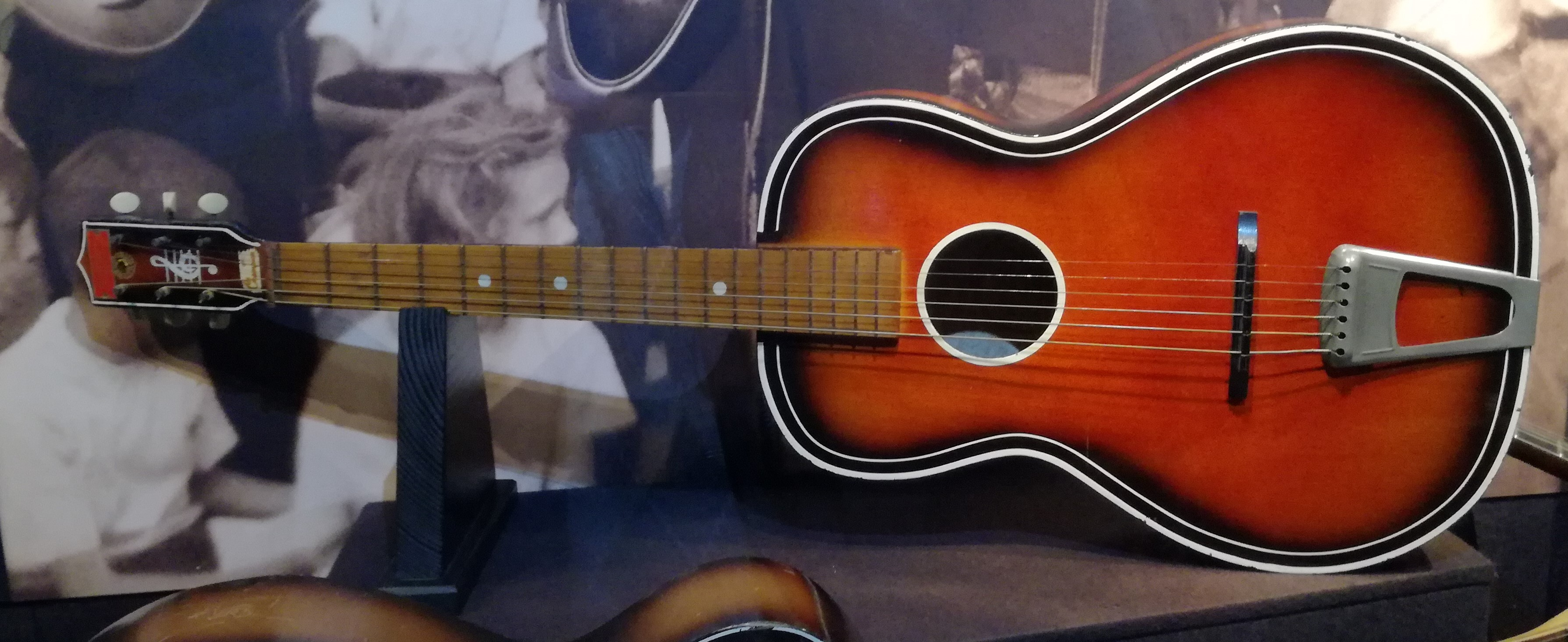

Gallotone Champion — акустическая гитара, которая изготавливалась в ЮАР самой большой звукозаписывающей компанией, Gallo Records, в течение 1950-х и 1960-х годов. Это был бюджетный инструмент для начинающих музыкантов, который поставлялся в многие страны.
Модель Champion имела размер 3/4, собиралась из ламинированного дерева и имела достаточно прочную конструкцию, чтобы иметь гарантию не дать трещину.
Возможно, самым известным музыкантом, который играл на такой гитаре, является Джон Леннон. Данная модель была подарена ему матерью в 1956 году и была его первой гитарой. Его экземпляр продали за 155500 фунтов стерлингов на аукционе Сотбис в Лондоне в 1999 году. Также есть фото Джимми Пейджа в детстве с гитарой Gallotone.